# Valor fraco
Na mecânica quântica (e computação), um valor fraco é uma quantidade relacionada a um deslocamento do ponteiro de um dispositivo de medição quando geralmente há pré e pós-seleção. O valor fraco foi definido pela primeira vez por Yakir Aharonov, David Albert e Lev Vaidman, publicado em Physical Review Letters 1988, e está relacionado ao formalismo de vetores de dois estados. Existe também uma maneira de obter valores fracos sem pós-seleção.

## Aplicações

### Computação quântica
Valores fracos foram implementados na computação quântica para obter uma velocidade gigante na complexidade do tempo. Arun Kumar Pati descreve um tipo de computador quântico usando amplificação de valor fraco e pós-seleção (WVAP), e implementa o algoritmo de pesquisa que (dada uma seleção de postagem bem-sucedida) pode encontrar o estado de destino em uma única execução com complexidade de tempo {\displaystyle O(\log N)}, superando o conhecido algoritmo de Grover.